# Minheim

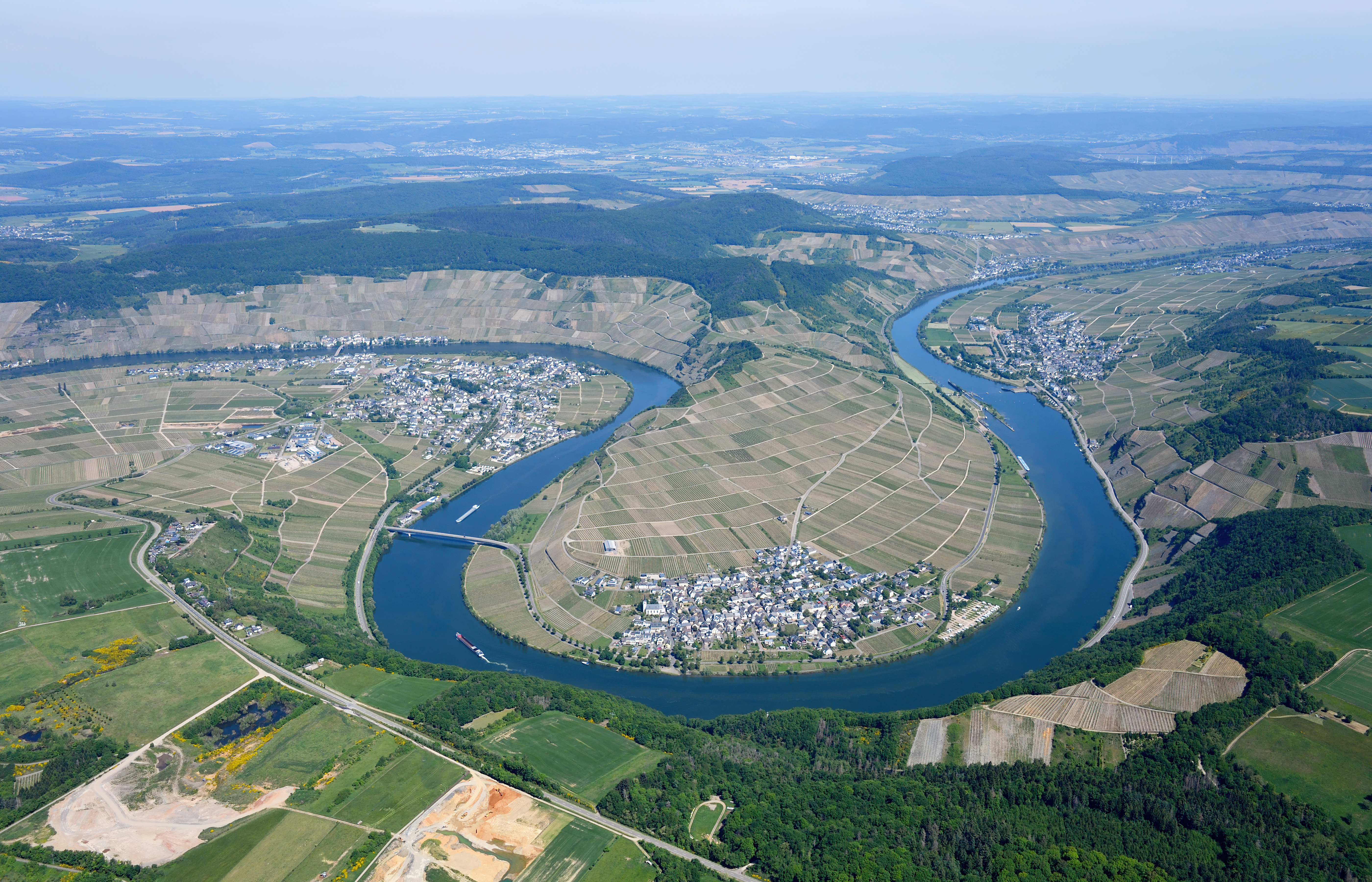
Minheim von Süden aus der Luft gesehen

Minheim ist eine Ortsgemeinde im Landkreis Bernkastel-Wittlich in Rheinland-Pfalz. Sie gehört seit dem 1. Januar 2012 der Verbandsgemeinde Bernkastel-Kues an.

## Geographie
Minheim liegt an der Mittelmosel, Nachbargemeinden sind Kesten und Piesport. Die Lage innerhalb einer Moselschleife führt zu der vor allem in touristischem Zusammenhang verwendeten Begriff „Sonneninsel Minheim“.

## Geschichte
Die älteste Siedlung, die im Gemeindegebiet auf der Burglay gefunden wurde, war eine befestigte römische Höhensiedlung die Anfang des 4. Jahrhunderts n. Chr. angelegt worden war. Archäologische Funde zeigen, dass sich dort römische Militärangehörige aufgehalten haben und dass die Bewohner wahrscheinlich Christen waren. Mitte des 5. Jahrhunderts n. Chr. wurde diese Siedlung durch Feuer zerstört. Minheim wurde erstmals am 3. September 1061 in einer Urkunde des Trierer Erzbischofs Eberhard erwähnt, als er die Kirche und den Zehnten dem Oratorium von St. Matthias schenkte. Auch andere kirchliche Einrichtungen in Trier hatten in Minheim Güter: 1098 wurde das Kollegiatstift St. Simeon genannt, 1136 das Hospital von St. Marien am Dom und 1159 die Abtei St. Marien. 1230 erhielt der Graf von Blieskastel die Vogtei über den Ort als kurtrierisches Lehen.
Ab 1794 stand Minheim unter französischer Herrschaft, 1815 wurde der Ort auf dem Wiener Kongress dem Königreich Preußen zugeordnet.
Zum 1. Januar 2012 wurde die Verbandsgemeinde Neumagen-Dhron im Rahmen der Kommunal- und Verwaltungsreform aufgelöst und die Ortsgemeinde Minheim in die Verbandsgemeinde Bernkastel-Kues eingegliedert.

## Politik

### Gemeinderat
Der Ortsgemeinderat in Minheim besteht aus acht Ratsmitgliedern, die bei der Kommunalwahl am 9. Juni 2024 in einer Mehrheitswahl gewählt wurden, und dem ehrenamtlichen Ortsbürgermeister als Vorsitzendem.

### Bürgermeister
Bernd Rößler wurde am 4. Juli 2024 Ortsbürgermeister von Minheim. Da bei der Direktwahl am 9. Juni 2024 kein Wahlvorschlag eingereicht worden war, erfolgt die Wahl gemäß rheinland-pfälzischer Gemeindeordnung durch den Rat.
Rößlers Vorgängerin Sonja Scholtes war in der Ratssitzung vom 24. Juni 2021 vom damaligen Gemeinderat gewählt worden. Sie folgte Hans-Peter Scholtes, der sein Mandat mit Ablauf des 27. August 2020 niedergelegt hatte. Er war am 18. Juni 2019 durch den Rat gewählt worden, weil bei der Direktwahl am 26. Mai 2019 kein Bewerber angetreten war. Für eine am 29. November 2020 angesetzte Neuwahl wurde kein Wahlvorschlag eingereicht, daher oblag die Bürgermeisterwahl gemäß Gemeindeordnung erneut dem Rat. Hans-Peter Scholtes Vorgänger als Ortsbürgermeister war Hans-Werner Mertes.

## Wirtschaft und Infrastruktur

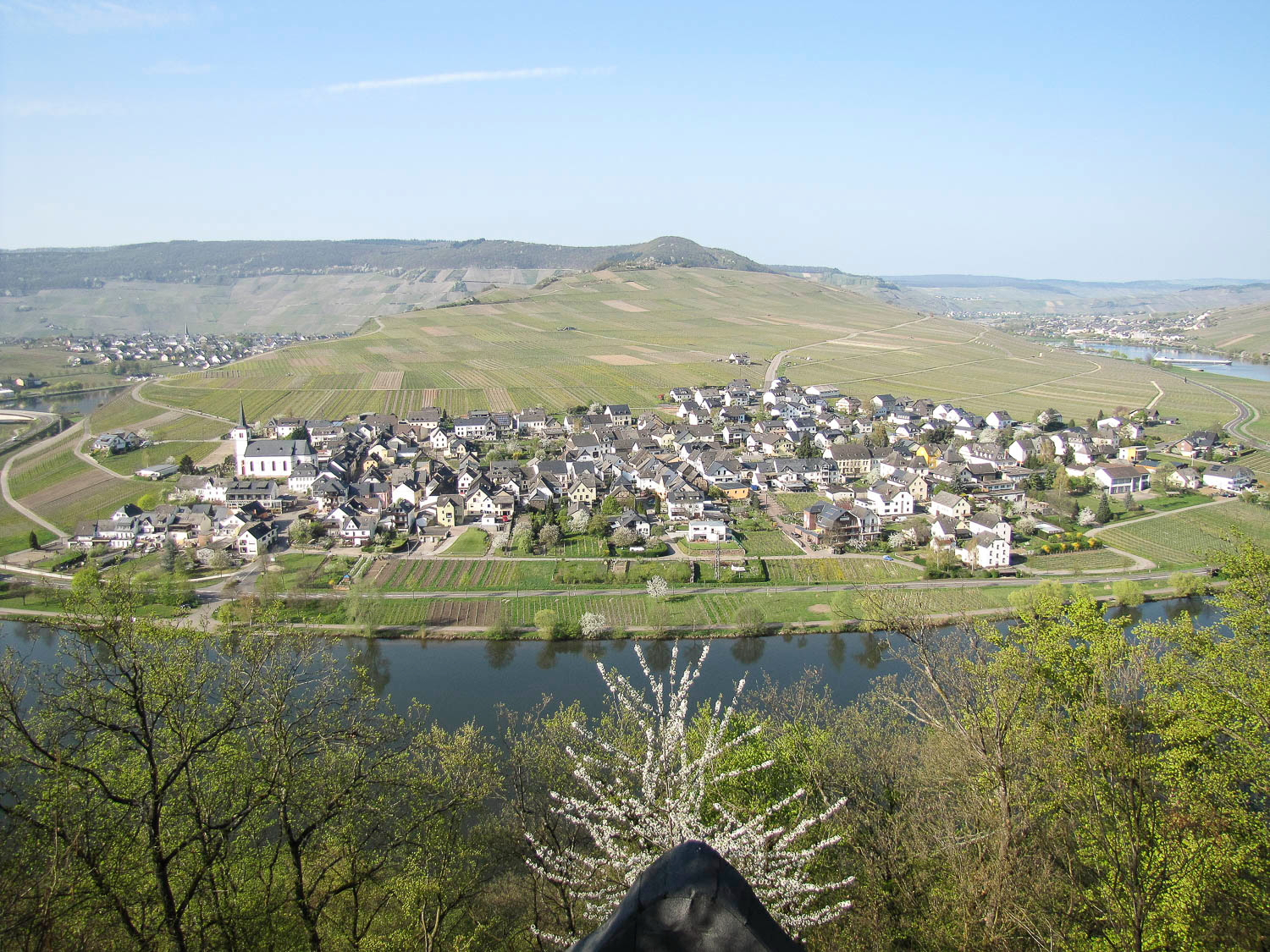
Blick vom Minheimer Kreuz auf Minheim

Minheim ist eine der größten weinanbauenden Gemeinden an der Mittelmosel. Die Einzellagen der Gemeinde gehören zur Großlage Michelsberg. Zudem gibt es viele Ferienwohnungen, Weinstuben und Straußwirtschaften.
Die so genannte Sonneninsel besitzt viele Wanderwege und lädt zu Radtouren am Moselufer ein.
Der 2000 eröffnete Wohnmobilstellplatz wurde 2007 und in den Folgejahren von den Lesern der Reisemobil-Zeitschrift Promobil jeweils zum „Stellplatz des Jahres“ gewählt.
Auf der anderen Moselseite verläuft die Bundesstraße 53, im Westen die Bundesautobahn 1. In Salmtal und in Wittlich ist ein Bahnhof der Moselstrecke.
Die Staustufe Wintrich mit Schleuse und Laufwasserkraftwerk liegt zwischen Minheim und Wintrich an der Mosel.

## Persönlichkeiten
- Franz Anton Haubs (1745–1826), Kirchenrechtler und Hochschullehrer, wirkte von der Säkularisation bis mindestens 1822 als Seelsorger in Minheim